# Coccosteidae
Coccosteidae — родина панцирних риб ряду Артродіри (Arthrodira), що існували у кінці девонського періоду. Скам'янілі рештки представників родини знайдені у Європі, Північній Америці та Китаї.

## Роди
- Belgiosteus
- Clarkosteus
- Coccosteus
- Dickosteus
- Jiuchengia
- Livosteus
- Millerosteus
- Protitanichthys
- Watsonosteus
- Woodwardosteus